# Noyade

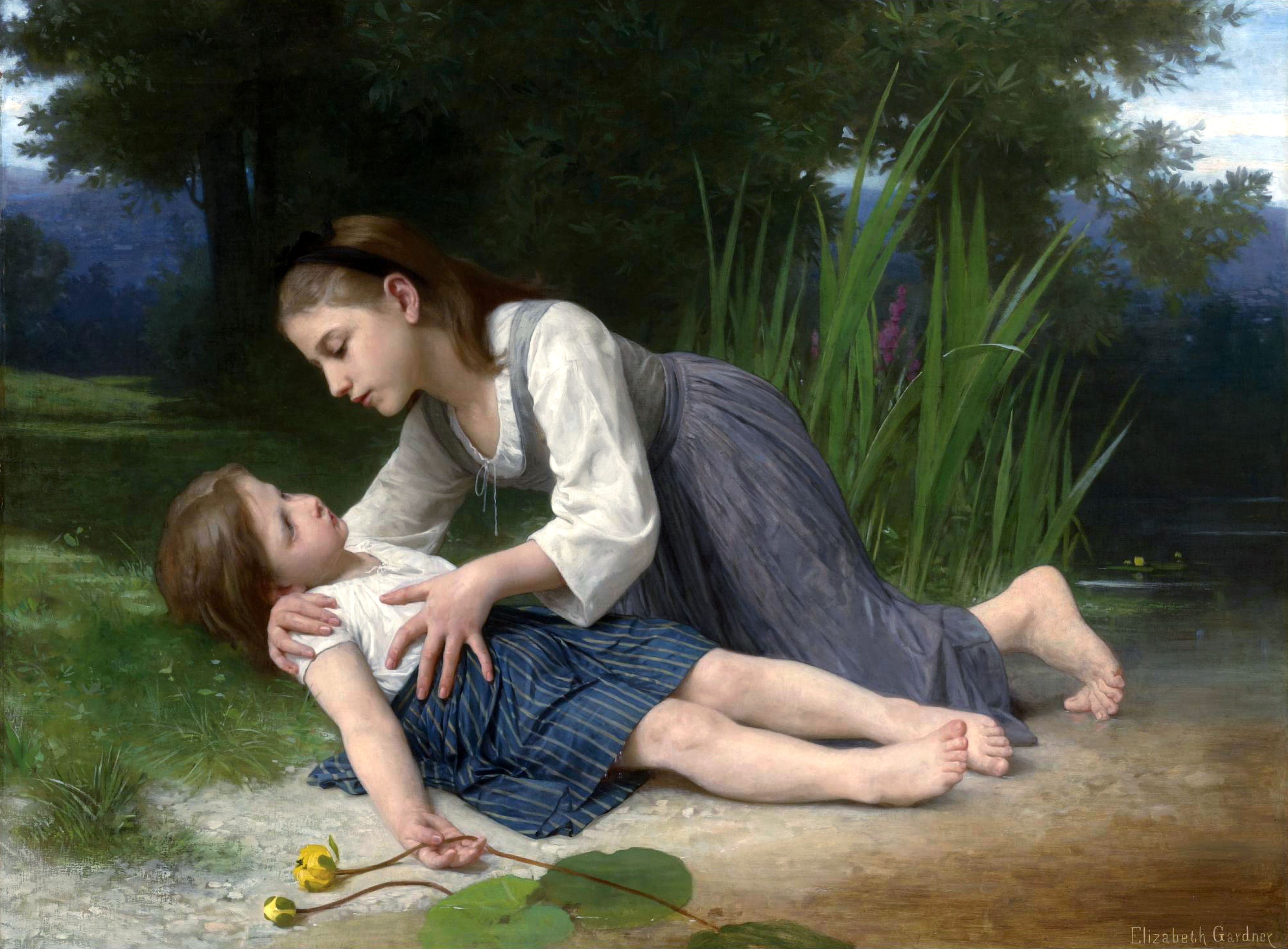
L'imprudente, Elizabeth Jane Gardner, 1884.

La noyade est une asphyxie par inondation des voies respiratoires, causée par la submersion ou l'immersion dans un liquide et indépendamment des conséquences et de leur gravité. L’immersion correspond au fait d’être recouvert de liquide (l’immersion de la face ou des voies aériennes seules suffit à causer la noyade). La submersion renvoie à un corps entier plongé dans du liquide.
La noyade peut être résolue par quelque manœuvre de sauvetage aquatique pour faciliter à la victime de sortir de l’eau ou d'être sorti de là, et les premiers soins pour la noyade.

## Circonstances
La noyade peut être collective : inondations et autres catastrophes naturelles comme un tsunami, des naufrages, etc.
Parmi les noyades individuelles, on peut distinguer :
- les noyades primitives (90 % des noyades) ; nageur épuisé, chute dans l'eau sans savoir nager (surtout enfants de moins de 4 ans), dans des cuves industrielles (accident professionnel) ;
- les noyades par syncope survenant dans l'eau (10 % des noyades) : traumatisme (plongeon dans une eau pas assez profonde), affection médicale (trouble neurologique, cardiaque, métabolique, allergie aux méduses, hydrocution, etc.).

La noyade est le mode de suicide le plus utilisé après la pendaison, plus fréquemment en été ; le suicide par noyade en baignoire s'accompagne de prise de psychotropes, d'alcool... Les meurtres par noyade sont rares, ils étaient historiquement un moyen d'infanticide.

## Mécanisme
La noyade n'entraîne pas nécessairement la pénétration d'une grande quantité d'eau dans les poumons. Même en faible quantité, l'eau inhalée peut provoquer une apnée réflexe associée ou non à un laryngospasme. L'épiglotte se ferme par spasme laryngé pour protéger les voies respiratoires. Par conséquent, l'oxygène disponible dans l'organisme diminue. On parle d'hypoxie. Si l'hypoxie cérébrale se prolonge, le spasme se lève, permettant l'entrée de l'eau dans les voies respiratoires. Un laryngospasme peut ne pas entraîner de fermeture glottique complète. Dès les années 1950, certains auteurs ont affirmé que 10 % des noyades mortelles se produisaient sans que l'eau pénètre dans les poumons : la victime mourrait d'un laryngospasme. Des études du début des années 2000 suggèrent que l'incidence réelle de la noyade sans inhalation de liquide est beaucoup plus faible qu'estimée précédemment. Une évaluation critique de la littérature ainsi que des observations cliniques ont conclu que la « noyade sèche » à la suite d'un laryngospasme n'existait pas. Si un laryngospasme se produit initialement, il cesse de fonctionner en raison de l'hypoxie progressive des muscles laryngés alors que les efforts respiratoires sous l'eau sont soutenus. Des études médico-légales, utilisant également des traceurs microscopiques du liquide de noyade, indiquent que la pénétration de liquide dans les poumons se produit dans presque tous les décès par noyade même chez ceux qui ont un poumon macroscopiquement apparent sec.
Au niveau cardiaque, le cœur s'accélère dans un premier temps puis ralentit et s'arrête (asystolie) en quelques minutes. Ce délai peut très sensiblement s'allonger en cas de noyade en eaux froides.
Le fait que la noyade se passe en eaux douces ou en eaux salées ne semble pas changer fondamentalement les données. Le fait d’aspirer de l'eau douce ou de l’eau salée n’a pas de signification clinique. Dans les deux cas, il y a destruction des alvéoles pulmonaires avec extravasation de sang avec œdème pulmonaire. Il existe également un lavage du surfactant pulmonaire.
Les séquelles persistant après la noyade de la victime sont en fonction de l'importance de l'hypoxie et de sa durée. L'introduction d'eau dans les poumons peut entraîner une contamination par des bactéries ou des champignons.
La noyade ne doit pas être réduite à une forme d'asphyxie. Ainsi, le premier danger est l'hypothermie : dans une eau à 10°, la mort survient au bout d'une à deux heures, indépendamment de la quantité d'eau inhalée[réf. nécessaire]. Elle peut être aussi un avantage, procurant une certaine protection contre l'hypoxie tissulaire permettant une récupération malgré une prise en charge un peu plus tardive.

## Étapes et temps
Le processus de noyade comporte quatre phases :
- l'aquastress : la victime panique, a des gestes désordonnés, et fait ce qu'on appelle « le bouchon » : s'enfoncer dans l'eau puis remonter successivement, la tête en arrière, en battant l'eau avec les bras, incapable d'appeler à l'aide. Cette phase de la noyade, appelée réaction instinctive à la noyade, passe souvent inaperçue de ceux qui en sont pourtant témoins : la victime ne paraît pas se noyer, mais jouer dans l'eau. De nombreuses personnes se noient ainsi à quelques mètres d'autres nageurs qui ne remarquent rien ;
- la petite hypoxie : la victime commence à être épuisée, elle est toujours à la surface de l'eau, toujours consciente mais elle a déjà inhalé ou bu plusieurs fois de l'eau ;
- la grande hypoxie : la victime ne se maintient plus à la surface, elle est complètement épuisée. Elle a déjà inhalé beaucoup d'eau et elle est de moins en moins consciente ;
- l'anoxie : la noyade dure depuis plusieurs minutes. La victime n'est plus consciente, ne respire plus, et ne montre plus de signe d'activité cardiaque.

Les victimes ne passent pas forcément par toutes ces étapes : dans des cas extrêmes d'hydrocution, d'arrêt cardiaque ou autre, l'inconscience, l'absence de respiration et de circulation sont immédiates. Ces noyades rapides (4 à 5 minutes), sont appelées submersion-inhibition, « noyade syncopale » ou « fausse noyade » (par opposition à la « noyade vraie » par asphyxie). Le phénomène réflexe d'hydrocution s'accompagne d'une fermeture des sphincters, ce qui fait que peu d'eau entre dans les voies aériennes supérieures. Ainsi, la blancheur cireuse des noyés par submersion-inhibition (appelés « noyés blancs ») s'oppose à la cyanose marquée sur le visage (avec les conjonctives hyperhémiées) et le corps des noyés par submersion-asphyxie (appelés « noyés bleus »).

### Temps
La durée de vie sous l'eau dépend de plusieurs facteurs: l'énergie usée pendant la noyade, les fois dans lesquelles on peut respirer, l'état physique, l'âge, etc.
- Inconscience: Sous l'eau, un être humain deviendrait inconscient dans entre 1 et 3 minutes (très généralement, car ce temps peut être plus grand ou moins). Les plus grands spécialistes du monde perdurent environ 3 minutes submergés avant d'être inconscients, et près de 25 minutes s'ils sont totalement statiques, mais à long terme ils peuvent souffrir de séquelles ou d'incidences, et leurs compétitions sont très dangereuses.
- Mort: Sous l'eau, un être humain peut prendre pour mourir jusqu’à 10 minutes ou un peu plus (de manière très générale, car ce temps peut être plus grand ou moins). Mais, dans un cas exceptionnel et avec les meilleures circonstances, les premiers soins ont réanimé un noyé qui fut sous l'eau environ 1 heure et 5 minutes.

## Prévention

### Prévention sur divers dangers
La noyade est un problème contre lequel il y a mesures de prévention étudiées et recommandées par les institutions:

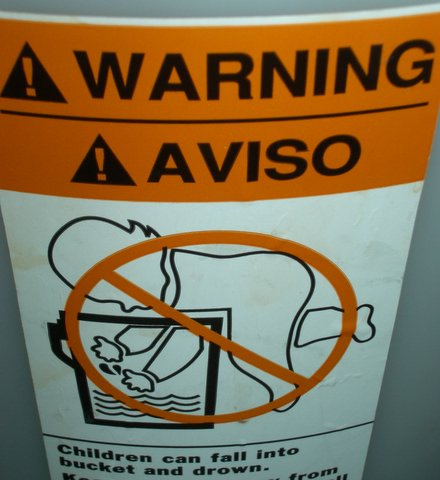
Les petits enfants peuvent se noyer dans un seau

- La supervision de ceux qui sont dans l'eau est d'une grande importance contre la noyadeLes petits enfants peuvent se noyer dans un seauSurveillance : La supervision est importante pour toute baignade, car les noyades ne provoquent pas systématiquement du bruit et des éclaboussures, elles peuvent arriver silencieusement. La surveillance est particulièrement importante pour les enfants. Plus de 500 enfants meurent noyés chaque jour dans le monde. Les jeunes enfants doivent être surveillés, pendant leur baignade ainsi qu'autour du lieu de baignade. Même une personne sachant bien nager devrait être surveillée lorsqu'elle se baigne. Il est nécessaire d'éviter de laisser des enfants seuls dans des endroits avec de l'eau, tel que les piscines, les baignoires, les WC, etc. Un bébé peut se noyer dans 2 centimètres d'eau (dans une baignoire, etc.). Un enfant jouant dans le jardin ou la maison peut échapper à la surveillance des adultes et se glisser dans une piscine ou n'importe quelle zone avec de l'eau. Il n'y a pas toujours de chute provoquant de bruit caractéristique ("plouf"), ce qui explique le nombre important d'accidents. Lorsque les enfants jouent dans l'eau, une zone peu profonde est plus sécuritaire.
De plus, les baigneurs devraient toujours être proches de quelqu'un pouvant intervenir, afin qu'ils puissent être secourus à temps en cas de danger ; un jeune enfant peut se noyer en une trentaine de seconde, et, en moins de 2 minutes, un adulte peut déjà être inconscient sous l'eau. Les sites de natation surveillés par des sauveteurs sont plus sûrs. L'OMS recommande d'augmenter la présence de sauveteurs dans les lieux de baignade aux horaires de forte fréquentation.

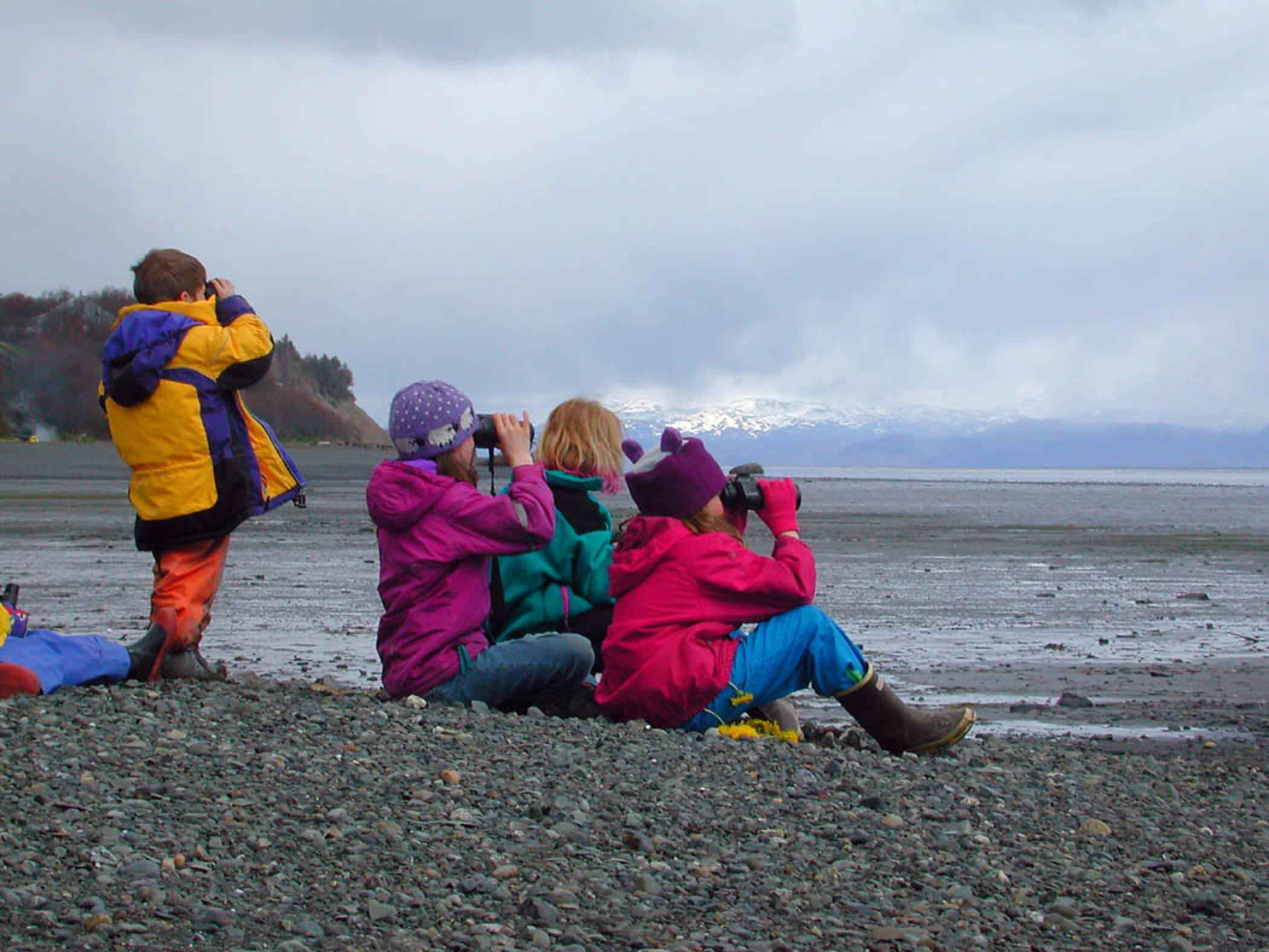
La supervision de ceux qui sont dans l'eau est d'une grande importance contre la noyade

- Apprentissage de la natation : Savoir nager est une des meilleures façon d'éviter la noyade. Des études recommandent aux enfants d'apprendre à nager lors qu'ils ont entre 1 et 4 ans, dans un environnement sûr et supervisé. Apprendre à nager peut également être utile pour les adultes, qui doivent également suivre des cours dans un environnement sûr et en étant supervisés. Le fait de savoir nager n'exclue pas la possibilité de noyade (par l'état de l'eau et d'autres circonstances), il est donc toujours recommandé de nager dans des endroits sûrs et sous surveillance.
- Éducation supplémentaire : L'OMS recommande la formation du grand public en premiers soins pour la noyade, en réanimation cardiopulmonaire (RCP), et pour se comporter en toute sécurité dans l'eau. D'un autre côté, il est pratique de donner aux mineurs des normes de sécurité pour éviter la noyade. S'ils ne savent pas nager, iI est recommandé de leur apprendre à ne pas se baigner en eaux profondes.

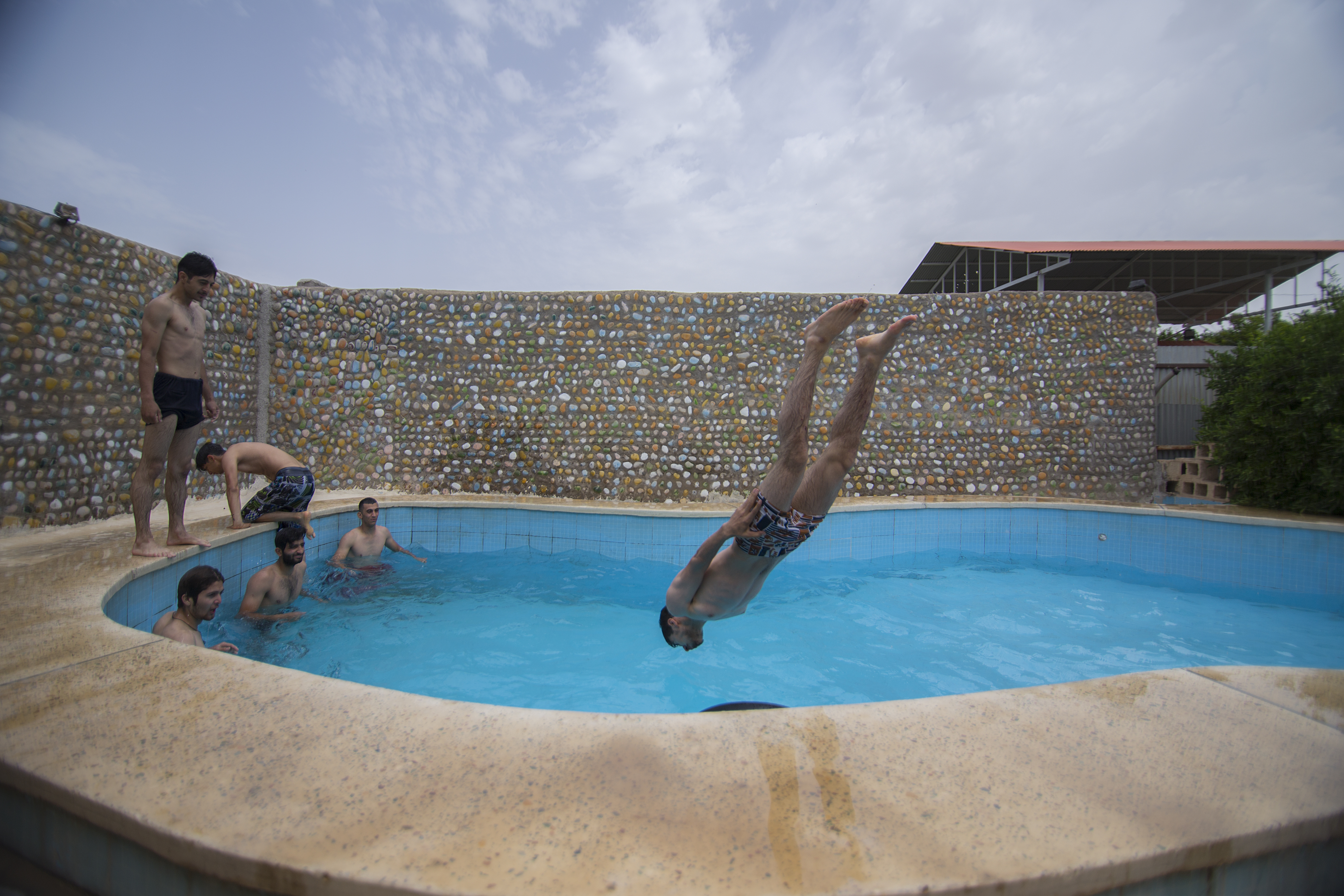
Il est important de ne pas sauter dans l'eau sans en connaître la profondeur, ni de plonger tête la première.

- Il est important de ne pas sauter dans l'eau sans en connaître la profondeur, ni de plonger tête la première. Ne pas  sauter dans l'eau sans connaître la profondeur : Et savoir s'il y a, ou s'il peut y avoir, des rochers qui ressortent. Les plongeons "tête la première" provoquent plus de 70% de toutes les lésions médullaires liées aux sports et aux activités récréatives. Une chute de grande hauteur sur les eaux peu profondes (dans la mer ou dans les piscines) peut entraîner un choc avec le fond de l'eau. Ce choc peut être létal, induire une paralysie irréversible ou provoquer la noyade.
- Ne pas nager  sous l'emprise de l'alcool ou de drogues : Les statistiques indiquent que l'alcool et les drogues augmentent la possibilité de noyade. Ce danger est plus grand dans les bars à côté de l'eau, lors de fêtes organisées sur des bateaux, etc.
- Être à l'aise dans l'eau et connaître ses limites : La fatigue est un facteur de risque. Elle peut apparaître à la suite de mouvements réflexes qui surviennent au début de la noyade, ou d'une méconnaissance de ses propres capacités physiques, empêchant le nageur d'atteindre le rivage ou le bord de la piscine. Il est important de faire des pauses et de réduire la durée de la baignade en cas de fatigue. En cas de lésion survenant pendant la baignade, ou de piqûre par une méduse, il est essentiel de sortir de l'eau. Dans le cas d'une crampe ou d'une contracture musculaire, il faut garder son calme, se déplacer vers le rivage ou le bord de la piscine et demander de l'aide. Si un problème rend la nage plus difficile, la position horizontale permet de flotter sans effort et d'économiser ses forces en attendant les secours.
- Fermer les piscines : Toute piscine, privée ou publique, doit être clôturée et/ou fermée, pour que personne, et surtout les jeunes enfants, ne puisse y entrer sans surveillance. La loi Raffarin, appliquée en France en 2002, réglemente la sécurité des piscines creusées qui doivent être pourvues d'un dispositif de sécurité normalisé afin de prévenir les risques de noyades. Il est aussi recommandé de ne pas laisser d'objets ou de jouets dans la piscine, qui pourraient flotter à la surface et attirer les enfants.

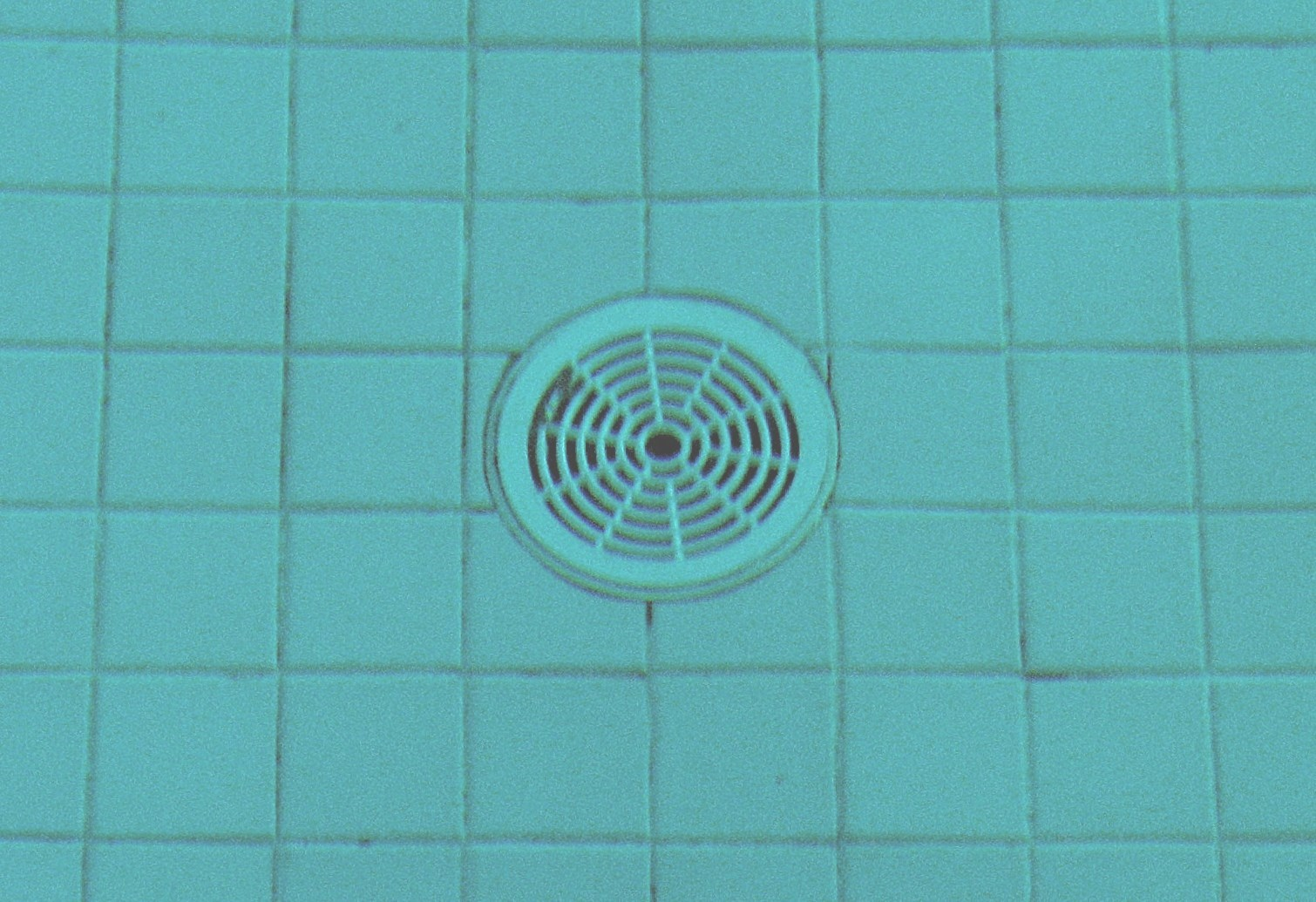
Bouche de pompe de filtration de piscine.

- Bouche de pompe de filtration de piscine.Pompes de piscine : La plupart des piscines sont équipées d'un système de filtration qui aspirent et rejettent de l'eau. S'ils présentent un dysfonctionnement, ils peuvent provoquer des blessures, en aspirant cheveux ou membres, immobilisant le nageur et pouvant provoquer la noyade. Pour éviter cela, les pompes doivent être recouvertes de grilles ou de couvercles (selon le modèle), et la force d'aspiration doit également être contrôlée. Cela nécessite une installation correcte des équipements de piscine, un entretien et des révisions régulières. Il est également recommandé d'équiper la piscine de plusieurs petites pompes réparties dans la totalité de la piscine plutôt qu'une seule pompe plus puissante.
- Problèmes de santé : Certaines maladies requièrent une vigilance particulière lors de la baignade et à proximité de l'eau. C'est le cas notamment de l'épilepsie et de n'importe quelle maladie pouvant provoquer des convulsions, une crise lors de la baignade pouvant provoquer la noyade. Selon les études, le risque de noyade serait 15 à 19 fois plus élevé chez une personne épileptique qu’au sein de la population générale[14].
- Eaux dangereuses : Il est important de privilégier la baignade dans des lieux sûrs et surveillés, et d'éviter les eaux dangereuses, comme la mer lorsque les vagues sont hautes, les eaux présentant de forts courants, et les eaux trop froides, et d'éviter les lieux ou des animaux sauvages pourraient entraîner des blessures.
- Courants aquatiques : Un baigneur peut être poussé par le courant, en mer comme en rivière.
  1. Courants de rivière: Un courant de rivière peut être fort. Dans le cas où un baigneur est entraîné par le courant, il est recommandé de garder son calme et de ne pas essayer de nager contre le courant. Si la situation le permet, il est possible de se laisser flotter (par exemple, en position horizontale, tête vers le haut) et de placer ses pieds à l'avant du courant pour éviter qu'un obstacle ne vienne cogner la tête.
  2. Courants d'arrachement: Les courants d'arrachement (aussi appelées courants de retour, de déchirure, sagittaux, ou flots de retour) sont des courants maritimes qui retournent de la terre vers la mer. Parfois, ces courants sont visibles par le baigneur, par le mouvement de l'eau, la présence d'écume, l'entraînement d'objets, etc. En cas d'entraînement par un courant maritime, il faut garder son calme, ne pas tenter de nager contre le courant, mais nager dans la direction du courant, en tentant de rejoindre la rive. Il est aussi possible de se laisser flotter pour reprendre des forces et pouvoir nager jusqu'au rivage. Gilets de sauvetage (modèle sans partie du dos). Pour sauter dans l'eau avec eux, les attacher autour du corps et les saisir à la zone avant du cou.

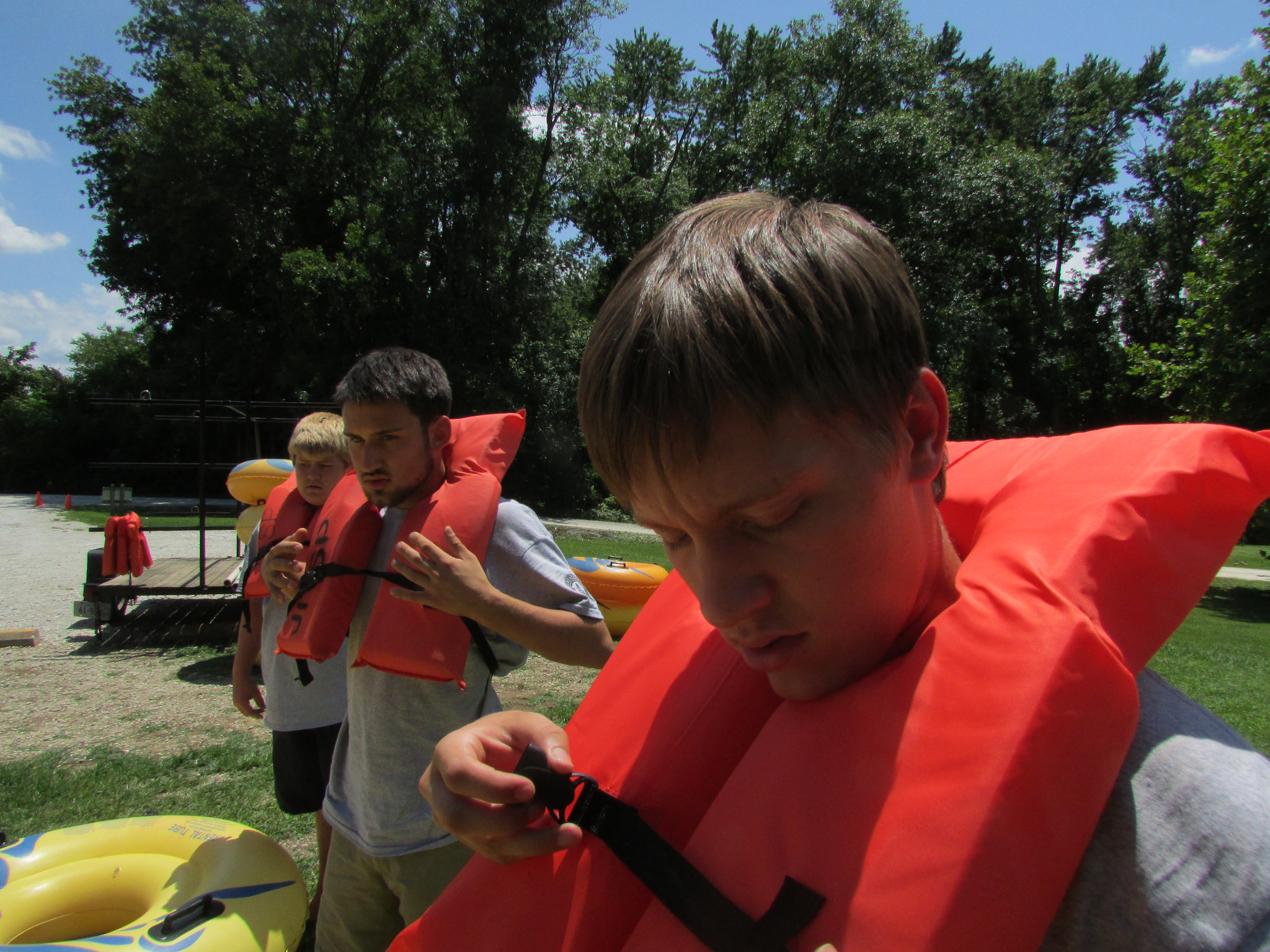
Gilets de sauvetage (modèle sans partie du dos). Pour sauter dans l'eau avec eux, les attacher autour du corps et les saisir à la zone avant du cou.

- Aides à la flottabilité : Les jeunes enfants, les personnes handicapées et toutes personnes ne sachant pas nager devraient porter un gilet de sauvetage lorsqu'ils se baignent ou sont à proximité de l'eau.

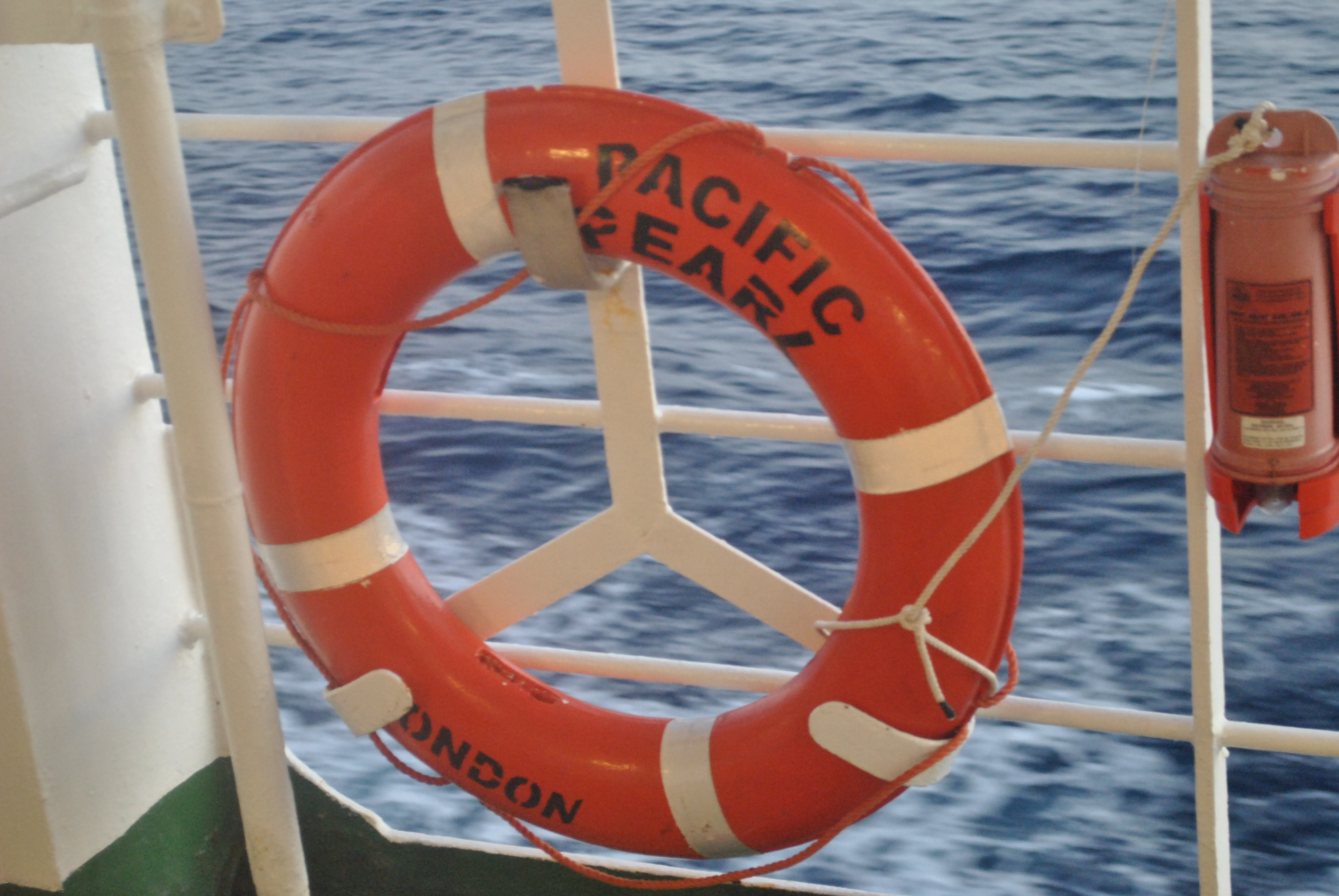
Bouée de sauvetage professionnelle dans un navire.

- Bouée de sauvetage professionnelle dans un navire.Naviguer en sécurité: Une partie importante des victimes de noyade meurt dans des accidents de navigation. Naviguer en toute sécurité comprend être informé de l'état de la mer et que le navire soit équipé d'instruments de sécurité réglementaires.
- Nager en paires ("système du compagnon"): Ce système consiste à ne pas nager seul, mais à côté d'un partenaire pour se surveiller et s'aider en cas de problème (la raison de ce système est sécurité, ce n'est pas par une raison compétitive).
- Robots et drones de sauvetage: Certains appareils modernes sont capables d'effectuer un sauvetage aquatique, donc les posséder améliore la sécurité. Ils sont dirigés à distance par télécommande. Il y a de petits robots de sauvetage flottants qui peuvent se déplacer dans l'eau, ce qui permet à la victime de les saisir et d'être remorquée vers le rivage. Il y a aussi des drones volants qui peuvent atteindre la position de la victime à grande vitesse, jeter un gilet de sauvetage et aider les sauveteurs à le localiser.
- Suivre les avis, drapeaux et réglementations: La plupart des personnes souffrant d'une noyade n'ont pas suivi les normes de sécurité. Il est important de prêter attention aux signes, les drapeaux qui indiquent si la natation et possible, et les indications du personnel responsable (sauveteurs, garde-côtes, etc.).

### Facteurs de risque
Les principaux facteurs de risque sont l'âge, le sexe, la consommation d'alcool, le bas revenu, le manque d'éducation, la résidence rurale, l'exposition aquatique, le comportement à risque et le défaut de surveillance.
- Âge : les enfants de moins de 14 ans, en particulier ceux de moins de 5 ans puis ceux de 5 à 9 ans ont les taux de noyade les plus élevés[16].Noyade dans le lac Kivu (RDC).

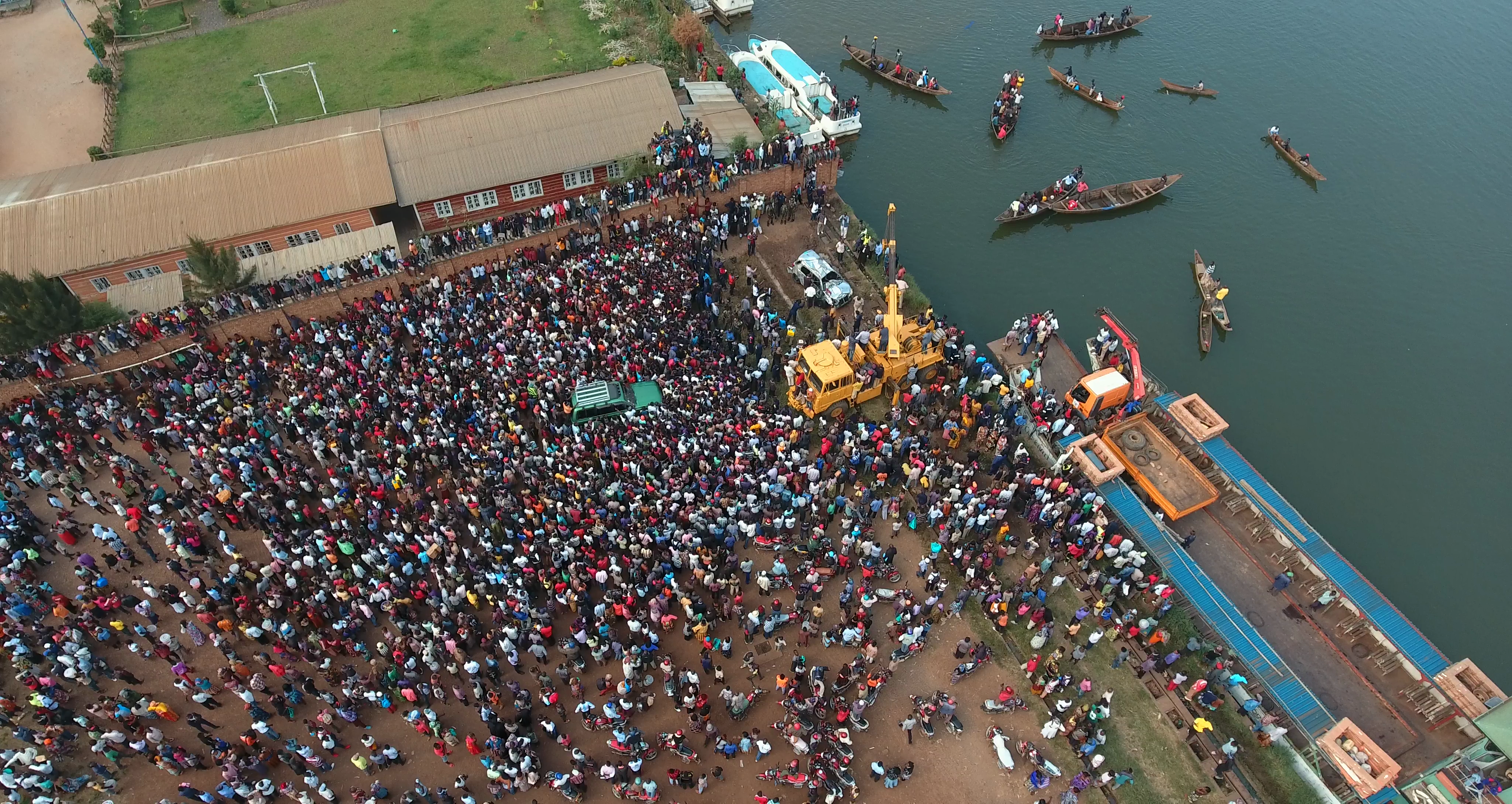
Noyade dans le lac Kivu (RDC).

- Sexe masculin : le taux de morts par noyade est deux fois plus élevé chez les hommes[16].
- Consommation de boissons alcoolisées : l'alcool est associé à 25 à 50 % des décès par noyade d'adolescents et d'adultes[17].
- Minorités ethniques : dans les pays développés, le taux de noyade des enfants issus de groupes raciaux et ethniques minoritaires est de 2 à 4 fois plus élevé. Parmi les explications avancées figurent la pauvreté, le manque d'éducation et le défaut de surveillance[18].
- Dans la plupart des pays d'Afrique et d'Amérique Centrale, l'incidence des noyades est 10 à 20 fois supérieure à celle des États-Unis[15]. À égalité d'exposition ajustée (baignade et trafic routier), le risque de noyade est 200 fois plus élevé que le risque d'accident de la route[15]. Pour les personnes épileptiques, le risque de noyade est 15 à 19 fois plus élevé que celui des non-épileptiques[15].

### Réglementation française des piscines
En France, la loi no 2003-9 du 3 janvier 2003 relative à la sécurité des piscines a introduit une nouvelle législation en ce sens dans le code de la construction et de l'habitation. Au sein du Livre Ier, elle est alors insérée au titre II, chap. viii, art. L128-1 et suiv., ainsi que Livre Ier, titre V, chap. ii, art. L152-12. Depuis la recodification entrée en vigueur le 1er juillet 2021, elle est fixée par les articles L.134-10 et L.183-13 de ce code. Elle impose la mise en place d'un dispositif de sécurité normalisé :
- barrière physique : barrière, abri ou couverture empêchant l'accès à l'eau ;
- alarme sonore lors de l'approche (alarme périmétrique) ou de la chute dans l'eau (alarme d'immersion).

### Tests sécuritaires
En France : 
- Sauv'Nage par le Comité InterFédéral des Activités Aquatiques (CIAA) dont fait partie la FF Natation ;
- Aisance Aquatique et ses trois paliers, sous l'égide du Ministère des Sports[19] ;
- Savoir-Nager et son attestation définie dans le Code de l'Éducation[20],[21].

## Sauvetage des victimes dans l'eau
Lorsqu'une personne se noie, il est nécessaire d'effectuer rapidement un sauvetage aquatique. C'est une opération de sauvetage en plusieurs phases,, qui peut se résumer ainsi: 

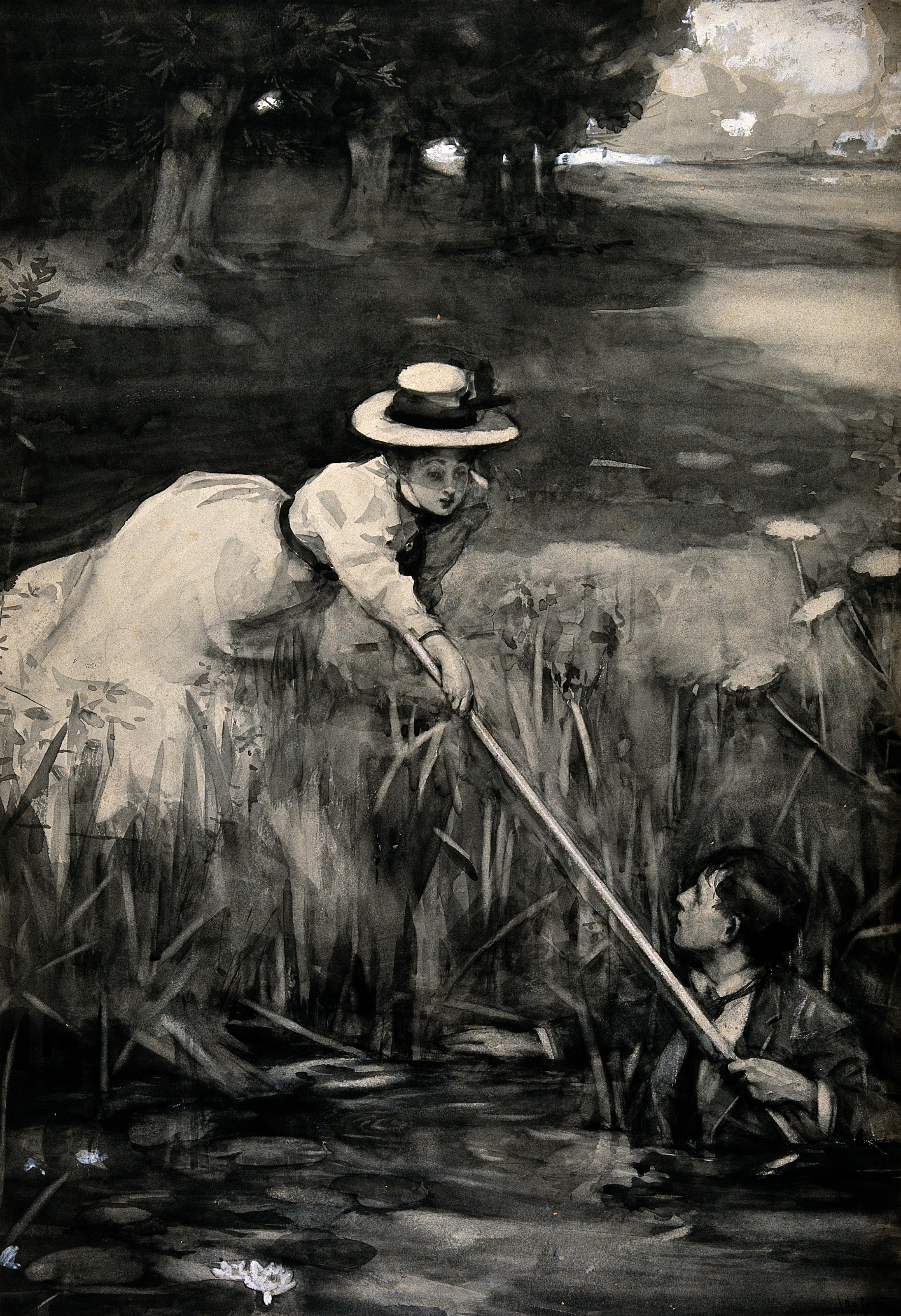
Sauvetage depuis une base sûre. Lorsque le sauveteur étend un objet, il convient de s'allonger pour ne pas être entraîné vers l'eau.

### Début et sauvetage de la terre
C'est le plus rapide et facile:
- S'il y a un secouriste professionnel dans les environs, lui demander d'aider la victime ou lui faire savoir où elle a disparu. Alternativement, il y a des drones volants modernes capables de larguer des gilets de sauvetage, et aussi des robots capables de flotter jusqu'à la victime et auxquels elle pourrait s'accrocher; demander pour eux est possible.
- Lancer vers la victime quelque chose qui flotte (comme un objet gonflable, une branche grosse ou un ballon), en visant pour que ça soit située le plus proche possible de la victime mais sans la frapper à la tête. Des objets flottants peuvent être pris de n'importe où, car ces objets sont abondants dans des plages et piscines. Ou, s'il est possible, atteindre la victime depuis la terre ferme (avec un objet, une branche épaisse, une main ou un bras), mais s'allonger près du rivage pour éviter d'être entraîné vers l'eau, et, en étant allongé, approcher l'objet pour que la victime puisse l'attraper.

Lorsque les ressources précédentes ne sont pas possibles, il est encore possible de faire tout ce qui suit:
- Appeler les services d'urgence, médicaux et de sauvetage (il y a les téléphones d'urgence de différents pays ici). Certaines victimes de noyades complexes ont été sauvées par des professionnels d'un bateau ou d'un hélicoptère.
- Conseiller à la victime de flotter horizontalement face vers le haut, car cette position ne demande aucun effort (mais une victime nerveuse pourrait ne pas atteindre cette position). Les gens autour peuvent donner d'autres conseils pour guider le sauvetage, s'ils ont quelque chose à dire.
- Demander un bateau à rames ou un autre véhicule pour s’approcher de la victime, sans l’écraser, mais pour l'aider à partir de là. C'est une bonne idée de transporter quelque chose à l'intérieur auquel la victime peut s'accrocher, soit quelque chose qui flotte et peut être lancée (sans toucher la victime à la tête), ou quelque chose qui peut être étendu (comme une corde ou une longue perche) d'où le secouriste peut le tirer (il est conseillé de s'allonger d'abord sur le véhicule pour éviter d'être entraîné).
- Finalement, il est possible que quiconque essaie à la nage de sortir la victime (lire ci-dessous), mais il est important de porter un objet flottant dans le sauvetage, parce que cela facilite considérablement cette tâche (l'objet peut être pris de n'importe où), et on commencerait le sauvetage seulement en croyant être capable de bien le faire (techniquement et physiquement). C'est aussi possible de demander de l'aide à quelqu'un qui se trouve à proximité et qui est capable de le sortir de l'eau, et le donner l'objet flottant. Ensuite, on pourrait guider le sauvetage, si on sait comment.

### Sauvetage par natation
Il faut sortir de l'eau à la nage à une victime qui se noie si cette victime ne peut pas sortir de l'eau, ni peut être sauvé de la terre, ni d'un véhicule aquatique sans piétiner et sans battre la victime, mais aussi si elle disparaît dans l'eau ou son contour, et elle ne peut pas être vu plus. Pour ce faire, quelqu'un doit nager jusqu'à l'endroit où il se trouve et effectuer une manœuvre pour la remorquer jusqu'à terre. C'est une opération qui comporte certains dangers, il convient donc d'utiliser un objet flottant comme aide pour plus de facilité et de sécurité (l'objet peut être pris de n'importe où) et seulement la réaliser si l'on se croit capable de bien le faire (techniquement et physiquement).

#### Contact initial et prise

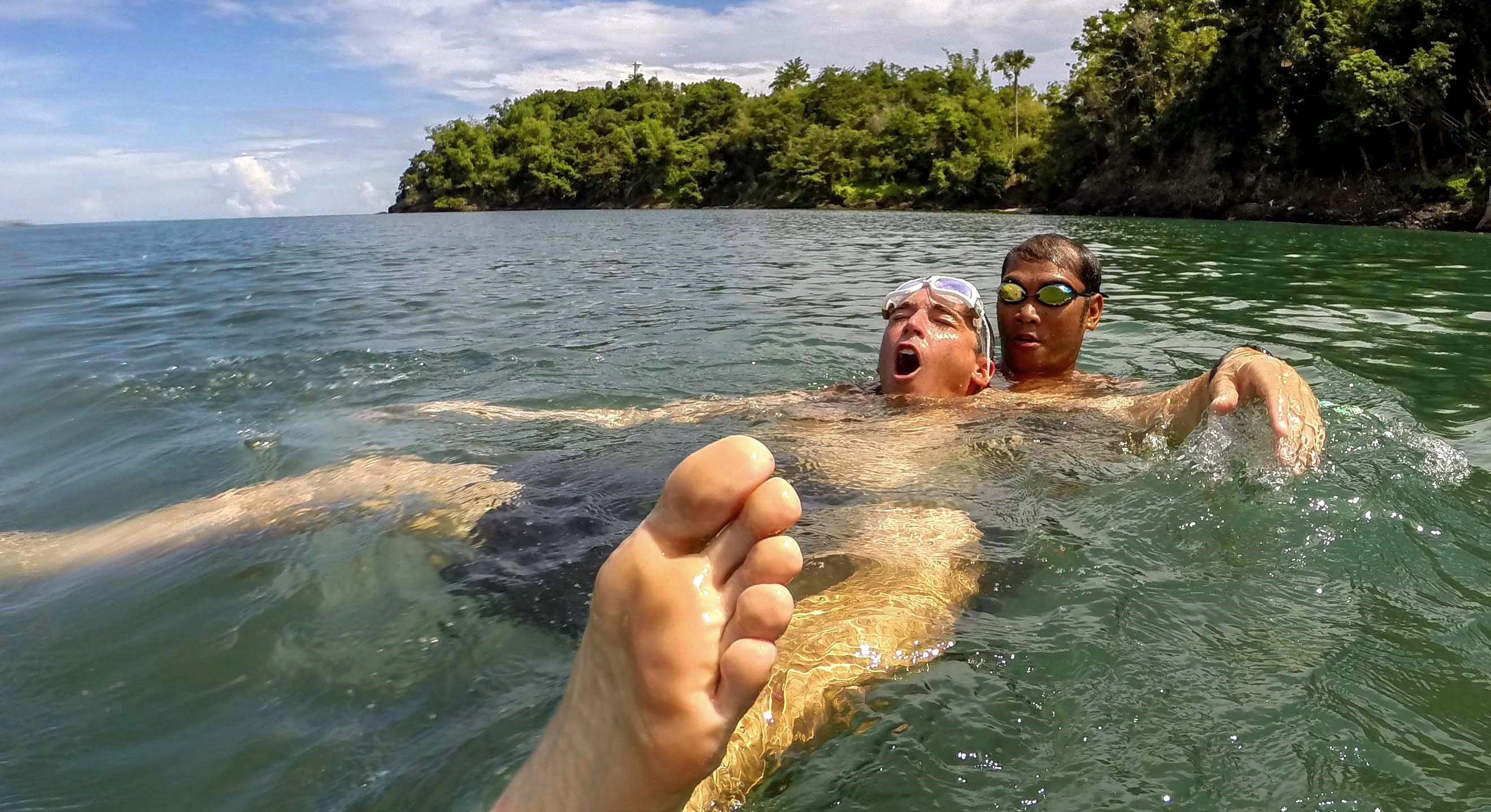
Sauvetage aquatique: Le sauveteur a déjà contrôlé la position d'une victime (la partie avec le plus grand risque dans le cas de victimes anxieuses) et entame une manœuvre de remorquage vers la terre ferme. La bouche et le nez de la victime sont maintenus hors de l'eau. Il est recommandé de porter un objet flottant pour faciliter le sauvetage.

Le sauvetage par natation commence lorsque le sauveteur considère que c'est la meilleure option et qu'il peut le terminer bien (techniquement et physiquement), mais il est possible et recommandé de nager avec un objet flottant pour faciliter cela (l'objet peut être pris de n'importe où). C'est particulièrement important dans le moment où le sauveteur atteint la zone de la victime et tente d'entrer en contact avec elle. Parce que, lorsque la victime le voit approcher, il est normal qu'elle tente désespérément de s'accrocher à lui. Dans d'autres situations plus faciles, la victime est épuisée ou a subi une traction musculaire, ou elle a un autre problème de santé, mais elle est calme ou délavée. Mais, dans le pire des cas, elle sera avec anxiété et vigoureuse. Pour cette raison, certains sauveteurs experts nagent emportant avec eux un objet flottant (si possible), ou autre chose (comme une serviette) à laquelle la victime peut s'accrocher (et même pour la remorquer, si possible). D'autres commencent par offrir une main. Et d'autres encore lui prennent directement le bras et le placent derrière son dos, pour l'immobiliser avant d'entreprendre toute manœuvre. Dans tous les cas, le sauveteur doit gérer ce premier instant et communiquer avec la victime pour se coordonner et pour elle laisse faire une manœuvre de remorquage.
Dans le cas où la prise initiale échoue, et qu'il n'y a pas d'objet flottant à saisir, et que la victime s'accroche au sauveteur, et que le sauveteur est incapable de se débarrasser, ou de communiquer avec la victime, ou de l'immobiliser, peut-être que le sauveteur peut se libérer en plongeant un peu (car les non-nageurs ont tendance à se déplacer dans la direction opposée: vers le haut, pour regarder la surface). Après s'être échappé de cette manière, le sauveteur peut réessayer la saisie initiale.

#### Ascension des victimes submergées
Si la victime est submergée et se noie, elle doit être élevée.
Pour le faire ainsi, généralement, il est nécessaire de se submerger, de plonger jusqu'à elle, de la tenir par derrière, et de la soulever à la surface, mais en rappelant que le premier contact physique est important dans tous les cas, car la victime pourrait essayer de saisir dangereusement le sauveteur.
Ascension optionnelle pour les victimes inconscientes submergées à peu de profondeur: Dans le meilleur des cas, la victime serait submergée et inconsciente, mais elle resterait maintenu à une profondeur peu profonde, et ainsi on peut saisir un de ses bras (ou deux) avec précaution (car une victime encore consciente peut désespérément essayer de s'accrocher au sauveteur), et alors il suffirait de simplement tirer ce bras vers le haut et en diagonale pendant qu'on nage (car les corps ont tendance à flotter), et continuer à nager jusqu'à ce que la victime s'élève hors de l’eau complètement (si la manœuvre fonctionne de la meilleure façon). Après, elle devrait être transportée jusqu'au rivage en position horizontale et face vers le haut, ou du moins avec la tête hors de l'eau.

#### Remorquage par natation des victimes
Lorsque le sauveteur a déjà attrapé la victime, elle doit être remorquée pour arriver à terre ferme. Il existe plusieurs manœuvres de remorquage, mais quelle que soit celle choisie, la bouche et le nez de la victime doivent toujours être hors de l'eau, et la manœuvre doit permettre au sauveteur de nager couramment. La manœuvre de remorquage la plus courante est:
- Remorquage à la mâchoire sous l'aisselle: Se placer derrière la victime et la incliner face vers le haut vers l’arrière (pour l’aider à flotter). Ensuite, placer un bras sous l'aisselle de la victime et saisir sa mâchoire avec la main du même bras qui a passé sous sa aisselle. Le sauveteur peut tirer la victime avec ce bras, laissant un autre bras libre pour nager. La façon la plus simple de nager ainsi serait vers l'arrière (le dos crawlé, et, en plus, dans la méthode de sauvetage normale, le sauveteur bougerait les jambes comme dans le style brasse, similaire à celle d'une grenouille quand elle nage), mais le sauveteur peut essayer un autre style s'il ne coule pas le visage de la victime. L'utilisation d'un objet de flottaison augmente les possibilités de remorquage.

Remorquage optionnel pour les victimes inconscientes: Si la victime est inconsciente, il existe une option pour rendre le remorquage encore plus facile, car dans ce cas, il suffit de l'allonger horizontalement face vers le haut, et de nager en tirant une partie de son corps (généralement le poignet) ou ses vêtements (généralement le col de chemise); mais c'est le sauveteur qui doit voir comment le remorquer au mieux. Les sauveteurs professionnels connaissent plusieurs autres manœuvres, adaptées à chaque occasion, et peuvent s'aider d'un instrument réglementaire.
Lorsque la victime est déjà remorquée et sur terre, si son cœur ne bat pas, ou elle ne respire pas, ou elle est inconscient, il faut d'aller immédiatement aux premiers soins pour les victimes de noyade.
Extraction finale d'une piscine: Dans une piscine, après avoir remorqué la victime au trottoir, la passer au sol sec est un processus appelé extraction. Il faut généralement la transporter là où l'eau couvre peu et permet de se tenir debout, et de la situer en flottant horizontalement, et de la déplacer ainsi vers le sol sec. Ou: la situer debout et soutenu sur le trottoir, avec ses bras étendus sur le sol sec, et que quelqun, d'en haut, soulève les bras de la victime, la faites faire demi-tour, et la place en haut en tirant ses bras, avant-bras ou aisselles. La tâche est beaucoup plus facile si est faite par plusieurs sauveteurs qui soulèvent la victime.
Et toujours, lorsque la victime est déjà sur terre, si son cœur ne bat pas, ou elle ne respire pas, ou elle est inconscient, il faut d'aller immédiatement aux premiers soins pour les victimes de noyade.

### Passer à faire les premiers secours requis
Après avoir retiré la victime de l'eau, il est nécessaire de pratiquer les premiers soins appropriés (voir ci-dessous).

## Premiers secours pour des victimes de la noyade
(août 2025).
Les premiers soins sont effectués à la victime sur terre, car ils ont besoin d'une base ferme.

### Précautions particulières en cas de possibles lésions médullaires graves
Une victime de noyade qui semble avoir une lésion grave dans la colonne vertébrale (à son dos ou son cou), qui a endommagé sa mobilité, doit être manipulée très soigneusement, en préservant son dos et son cou alignés dans la même position qu'ils avaient dans l'eau (ou avec le moins de changement possible) pour éviter d'aggraver les dommages; il est donc recommandé qu'elle soit retirée de l'eau et située sur le sol par plusieurs personnes coordonnées. Même, il est approprié que, lorsque la victime est encore dans l'eau, elle soit liée à une planche dorsale  réglementaire, et avec un collier cervical à le cou, pour améliorer la sécurité pendant le transfert de l'eau à la terre ferme (le temps disponible pour effectuer cette étape peut varier si la victime est en arrêt cardio-respiratoire). La mise en place d'une victime de lésion médullaire dans une planche dorsale est une manœuvre professionnelle qui peut nécessiter des méthodes indirectes pour redresser sa position suffisamment et en toute sécurité.
Comme dans autres cas, la victime serait enfin allongée sur le dos, sur une surface suffisamment ferme (par exemple, sur le sol), car cela permet faire les compressions thoraciques de la réanimation cardiopulmonaire (RCP, voir ci-dessous) si nécessaire. Lorsque la victime est  déjà hors de l'eau et située sur le sol, il faut éviter de manipuler la partie du corps endommagée et, en cas de la manipuler, ce serait seulement avec beaucoup de soin et le moins possible, et principalement pour effectuer les manœuvres de réanimation cardiopulmonaire (RCP, voir ci-dessous) si nécessaire, jusqu'à ce que les services médicaux d'urgence arrivent et s'occupent de la situation. Pendant qu'ils arrivent, un sauveteur suffisamment habile peut essayer soigneusement de tenir fixé à la lésion de la victime en plaçant à côté de cette lésion une sorte de rembourrage moulable (généralement serviettes ou tissus doux), pour réduire les mouvements dangereux.

### Premiers soins communs pour toute victime de noyade
- Si la victime respire, mais est inconsciente, elle doit être tournée sur le côté pour éviter de vomir et de s'étouffer avec le vomi. La victime resterait normalement sur son côté droit, le gauche est recommandé pour les femmes enceintes environ sept mois et demi)[25]; mais, si la victime semble avoir une lésion particulièrement grave dans sa colonne vertébrale (soit au dos ou le cou), qui a détérioré sa mobilité, cela nécessiterait de maintenir son dos et son cou alignés dans la même position, et il peut être difficile ou nécessiter plusieurs personnes, donc il serait presque toujours préférable de la laisser allongée sur le dos.
- Si la victime ne respire pas ou si son cœur ne bat pas (ou du moins la victime semble être comme ça), il est nécessaire de faire rapidement une réanimation cardiopulmonaire (RCP) pour des victimes de la noyade (lire ci-dessous), qui est très similaire[26] à la réanimation normale. Et il est nécessaire d'appeler les services médicaux d'urgence quand ils n'ont pas encore été appelés (il y a une liste avec les numéros de téléphone d'urgence de différents pays ici). Aussi, il peut convenir d'envoyer quelqu'un demander un défibrillateur automatique externe (DAE ou DEA, AED en anglais) ou semi-automatique (DSA), s'il y en a un proche disponible (des défibrillateurs sont très fréquents aujourd’hui), au cas il est nécessaire.Illustration d'un ancien système médical pour expulser l'eau des poumons inondés dans les victimes de noyade.

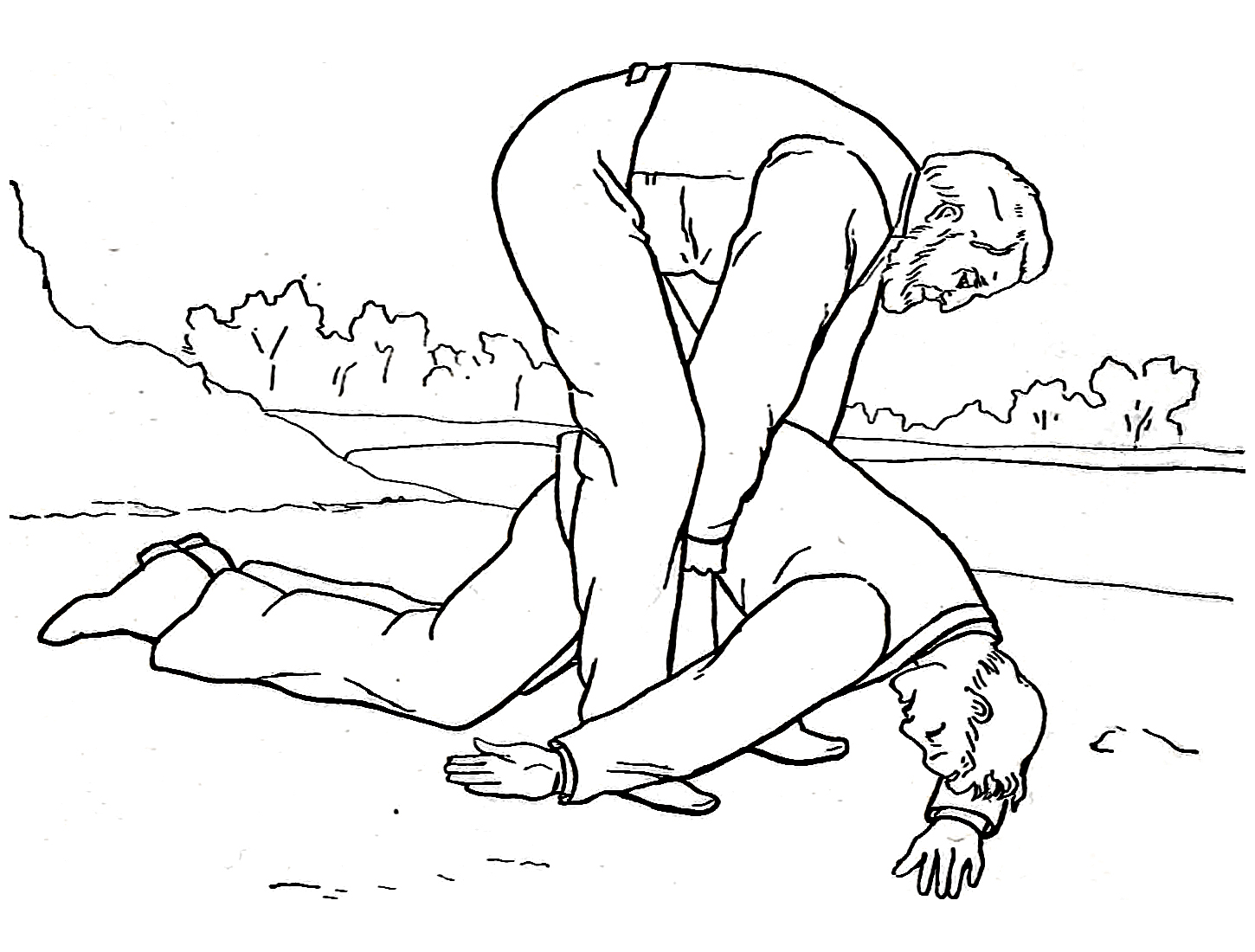
Illustration d'un ancien système médical pour expulser l'eau des poumons inondés dans les victimes de noyade.

Mais, si le sauveteur est complètement seul avec une victime sans respiration et sans battements, la séquence des mêmes actions serait ainsi : il ferait des manœuvres RCP (lire ci-dessous) au patient pendant 2 minutes (5 cycles de compressions et de ventilations); après cela, il appellerait des services médicaux d'urgence; à ce moment, il pourrait également rechercher un défibrillateur (DEA, DES ou DSA, AED en anglais) dans l'environnement (seulement si le défibrillateur peut être pris très rapidement) pour essayer de défibriller le patient s'il est it nécessaire (lire plus bas); ensuite, le sauveteur continuerait la réanimation ou commencerait la défibrillation.
Le traitement médical traditionnel pour des noyés avec les poumons inondés commençait par expulser l'eau de leurs poumons avant de passer à la réanimation, en inclinant la victime face vers le bas (voir dessin à droite). Cependant, la gestion de le poids de son corps pourrait coûter du temps et des efforts, surtout si elle avait une lésion grave dans sa colonne vertébrale (à le cou ou le dos), ce qui nécessite plus de soins.

En la réanimation cardiopulmonaire (RCP) pour des victimes de la noyade, la victime est allongée sur le dos; cela se ferait soigneusement si elle semble avoir une lésion grave dans sa colonne vertébrale (à le dos ou le cou), en gardant son dos et son cou dans la même position, et même par la coordination de plusieurs personnes. Alors:

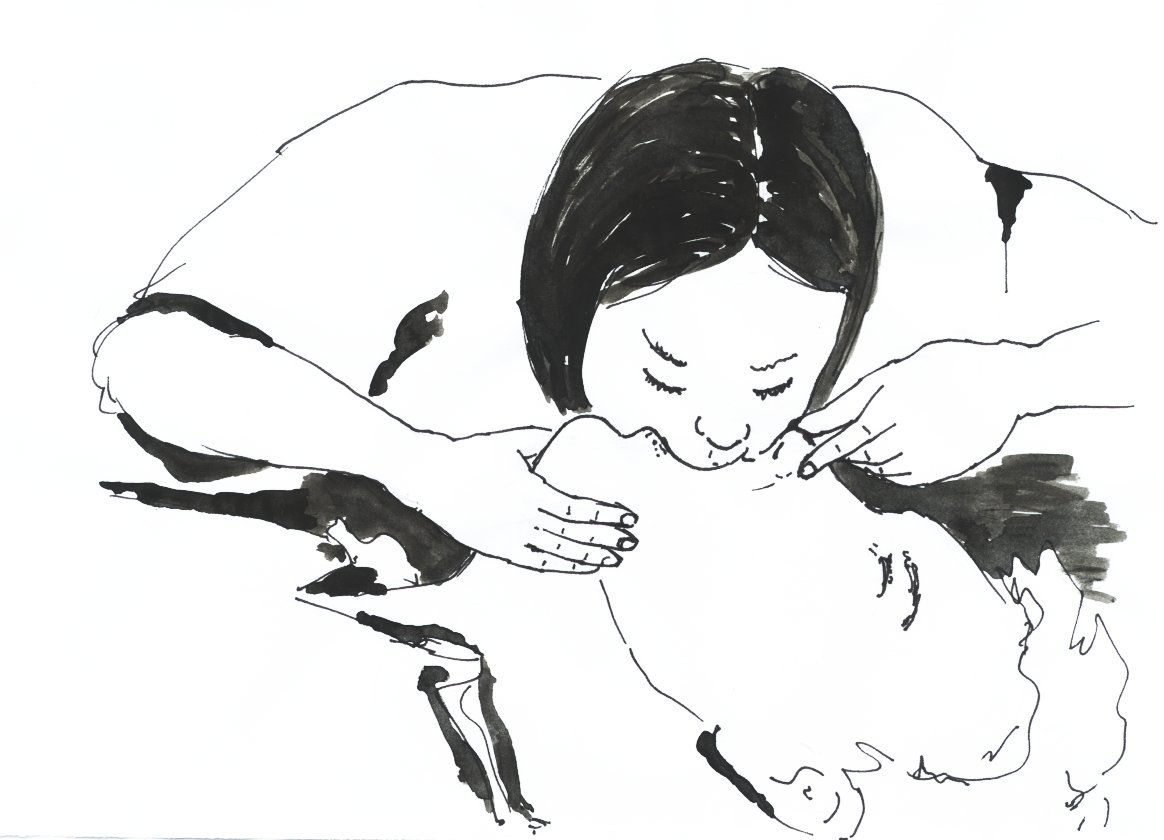
Ventilations.

- Si la victime est plus grande qu'un bébé (être adulte ou enfant): Sa tête serait inclinée un peu en arrière pour favoriser les manœuvres de ventilation. Pour mobiliser l'eau qui est entrée dans le poumons[28], commencer par lui donner 2 ventilations bouche-à-bouche initiales: épingler son nez avec les doigts, ouvrir sa bouche, la couvrir avec la bouche du sauveteur, et insuffler de l'air ceci (en gonflant les poumons de la victime, mais sans causer une pression excessive ainsi). Ensuite, séries de 2 ventilations (du même type) sont alternées en continu avec séries de 30 compressions thoraciques (appui mains croisées sur la moitié inférieure du sternum: l'os qui passe par le centre de la poitrine du cou au ventre). Ces séries se poursuivent jusqu'à ce que la victime respire à nouveau correctement ou que les services médicaux arrivent. En plus, une quantité de victimes peut avoir subi un type d'arrêt cardiorespiratoire qui nécessite un défibrillateur pour le corriger (lire dessous).

Compressions thoraciques (rythme approprié).

- Compressions thoraciques (rythme approprié). Si la victime est un bébé (un tout petit enfant, généralement de moins de 1 an), la méthode est très similaire. Sa tête serait laissée en regardant vers l’avant, ce qui est nécessaire pour l'entrée d'air dans le corps des bébés[29]. Commencer[28], par faire 2 ventilations bouche-à-bouche initiales en couvrant avec la bouche du sauveteur le nez et la bouche du bébé en même temps, et en insufflant de l'air (en gonflant les poumons du bébé, mais sans causer une pression excessive ainsi). Ensuite, séries de 2 ventilations (du même type) sont continuellement alternées avec séries de 30 compressions thoraciques pressant avec seulement 2 doigts sur la moitié inférieure de son sternum: l'os qui passe par le centre de la poitrine du cou au ventre. Ces séries se poursuivent jusqu'à ce que la victime respire à nouveau correctement ou que les services médicaux arrivent. En plus, certains bébés peuvent avoir subi un type d'arrêt cardiorespiratoire qui nécessite un défibrillateur pour le corriger (lire ci-dessous).

Les défibrillateurs (DAE, DEA ou DSA, AED en anglais) sont présents dans de nombreux lieux publics. Ils produisent une défibrillation (choc électrique) qui peut restaurer le pouls cardiaque d'une victime. Mais cela fonctionne seulement pour certains types de problèmes. Les défibrillateurs sont faciles à utiliser, car ils émettent leurs instructions avec divers messages vocaux. Avant d'essayer une défibrillation, la victime et le sauveteur doivent être hors de l'eau, et le corps de la victime être séché. Si le corps de la victime est extrêmement froid (hypothermie), il devrait être chauffé pour améliorer la défibrillation (mais les victimes qui semblent avoir une lésion à la colonne vertébrale, à l'arrière ou au cou, d'un type grave pour la mobilité, seraient chauffées sans déplacer leur lésion, seulement comme ça peut être possible).
Le froid peut avoir atténué les effets de l’asphyxie: la noyade en eau glacée donne de meilleures chances de succès à la réanimation, surtout chez le sujet jeune.
L'idée que la manœuvre de Heimlich anti-étouffement fonctionnerait également pour réanimer les personnes qui se noient dans l'eau a été popularisée pendant un certain temps, mais elle est actuellement déconseillée pour la réanimation.
La prise en charge médicalisée peut recourir à une oxygénothérapie au masque ou à une intubation trachéale avec ventilation mécanique et à la mise en place d’une sonde gastrique pour vidanger l’estomac de l’eau déglutie.

## Statistiques
Il s'agit de la troisième cause de décès accidentel (après les accidents de la circulation et les chutes) avec 376 000 morts par noyade en 2002 à travers le monde. Les noyades non fatales sont quatre fois plus fréquentes.

### En France
Chaque année en France, environ 1 000 personnes décèdent de noyade accidentelle (dont environ 400 pendant la période estivale), ce qui en fait la première cause de mortalité accidentelle chez les moins de 25 ans.
L'Enquête NOYADES 2021, menée entre le 1er juin et le 30 septembre 2021 par Santé Publique France auprès des services de secours, recense 1 753 noyades suivies d’une prise en charge hospitalière ou d’un décès. Elles sont réparties en :
- 1 480 noyades accidentelles (85 % de l’ensemble des noyades) dont 394 suivies de décès (27 %) ;
- 181 noyades intentionnelles (suicide, tentative de suicide ou agression ; 10 %) dont 95 suivies de décès (52 %) ;
- 92 noyades d’origine inconnue (5 %) dont 60 suivies de décès (65 %).

Les hommes (959 noyades, soit 66 %) sont proportionnellement plus nombreux à se noyer que les femmes (501 ; 34 %).
Les noyades accidentelles concernent essentiellement les personnes de plus de 65 ans (26 % des noyades accidentelles et 41 % des décès) et les enfants de moins de 6 ans (22 % des noyades et 6 % des décès).
Les noyades accidentelles sont survenues dans 47 % des cas en mer (25 % de décès), 26 % en piscine (15 % de décès), 23 % en cours d’eau ou plan d’eau (41 % de décès) et 4 % dans d’autres lieux (14 % de décès).
Le tableau suivant recense les noyades (et décès) par lieu et classe d'âge :
| Lieu                                          | 0-5 ans  | 6-12 ans | 13-19 ans | 20-24 ans | 25-44 ans | 45-64 ans | > 65 ans  | Total      |
| --------------------------------------------- | -------- | -------- | --------- | --------- | --------- | --------- | --------- | ---------- |
| Piscines (familiales, privées et publiques)   | 231 (18) | 59 (0)   | 17 (2)    | 9 (1)     | 10 (1)    | 18 (11)   | 40 (25)   | 384 (58)   |
| Fleuve, rivière, canal ou rigole              | 8 (0)    | 24 (3)   | 29 (15)   | 16 (10)   | 45 (17)   | 29 (16)   | 25 (14)   | 176 (75)   |
| Plan d'eau, étang, lac, mare                  | 25 (2)   | 14 (5)   | 19 (9)    | 20 (10)   | 23 (14)   | 21 (16)   | 38 (23)   | 160 (79)   |
| Mer (dans la bande des 300 mètres ou au delà) | 39 (1)   | 79 (3)   | 71 (4)    | 35 (3)    | 84 (27)   | 100 (37)  | 263 (96)  | 671 (171)  |
| Autre lieu (baignoire, bassin, etc.)          | 29 (2)   | 5 (0)    | 7 (0)     | 0 (0)     | 8 (2)     | 5 (1)     | 11 (4)    | 65 (9)     |
| Total                                         | 332 (23) | 181 (11) | 143 (30)  | 80 (24)   | 170 (61)  | 173 (81)  | 377 (162) | 1456 (392) |

Les départements qui ont enregistré le plus de noyades sont le Var (146 noyades), l’Hérault (112), les Bouches-du-Rhône (83), les Alpes-Maritimes (80), la Gironde (66) et les Pyrénées-Atlantiques(64).

### En Suisse
En moyenne 45 personnes se noient chaque année en Suisse, dont 80 % de sexe masculin et 7 domiciliées à l’étranger. Les changements des conditions météorologiques, et donc une fréquentation plus ou moins importante des eaux fraîches et de leur environnement proche, explique les fluctuations annuelles. Sur la période 2000–2010, soit sur onze ans, les personnes décédées de noyade en Suisse proviennent de plus de 25 pays et 42 Suisses se sont noyés à l’étranger.
Selon le bureau de prévention des accidents (BPA), la noyade (23 %) est la deuxième cause d'accidents de sport après la chute d’une certaine hauteur (53 %) sur la période 2000 - 2009 durant laquelle 458 personnes se sont noyées. La noyade est également la deuxième cause de décès accidentels d'enfants après la route.
Les personnes de nationalité étrangère ont représenté une part importante des victimes de noyade en Suisse en 2015 et 2016 (26 noyades sur 49). Réagissant aux cas de noyade de demandeurs d’asile, de personnes issues de l’immigration ainsi que de touristes, la société suisse de sauvetage a traduit en 2015 les 6 Maximes de baignade et de comportement en rivières en tigrigna, arabe, tamoul, anglais, serbo-croate, portugais et somali. Ils sont disponibles dans les centres d’accueil des réfugiés et sur le site Internet de la SSS. En 2017, 41 personnes se sont noyées en Suisse, 21 dans des lacs et 18 dans des cours d'eau, dont 13 de nationalité étrangère soit un recul de 50 % par rapport à 2016.
|         | Lac         | Rivière   | Piscine | Plongée | Divers  | Totale    |
| ------- | ----------- | --------- | ------- | ------- | ------- | --------- |
| Hommes  | 23          | 21        | 0       | 3       | 1       | 48 (84 %) |
| Femmes  | 3           | 3         | 0       | 0       | 0       | 6 (8 %)   |
| Enfants | 0           | 3         | 1       | 0       | 0       | 4 (7 %)   |
| Totale  | 26 (45,6 %) | 27 (47 %) | 1 (2 %) | 3 (6 %) | 1 (2 %) |           |

## Méthode d'exécution

### Historique

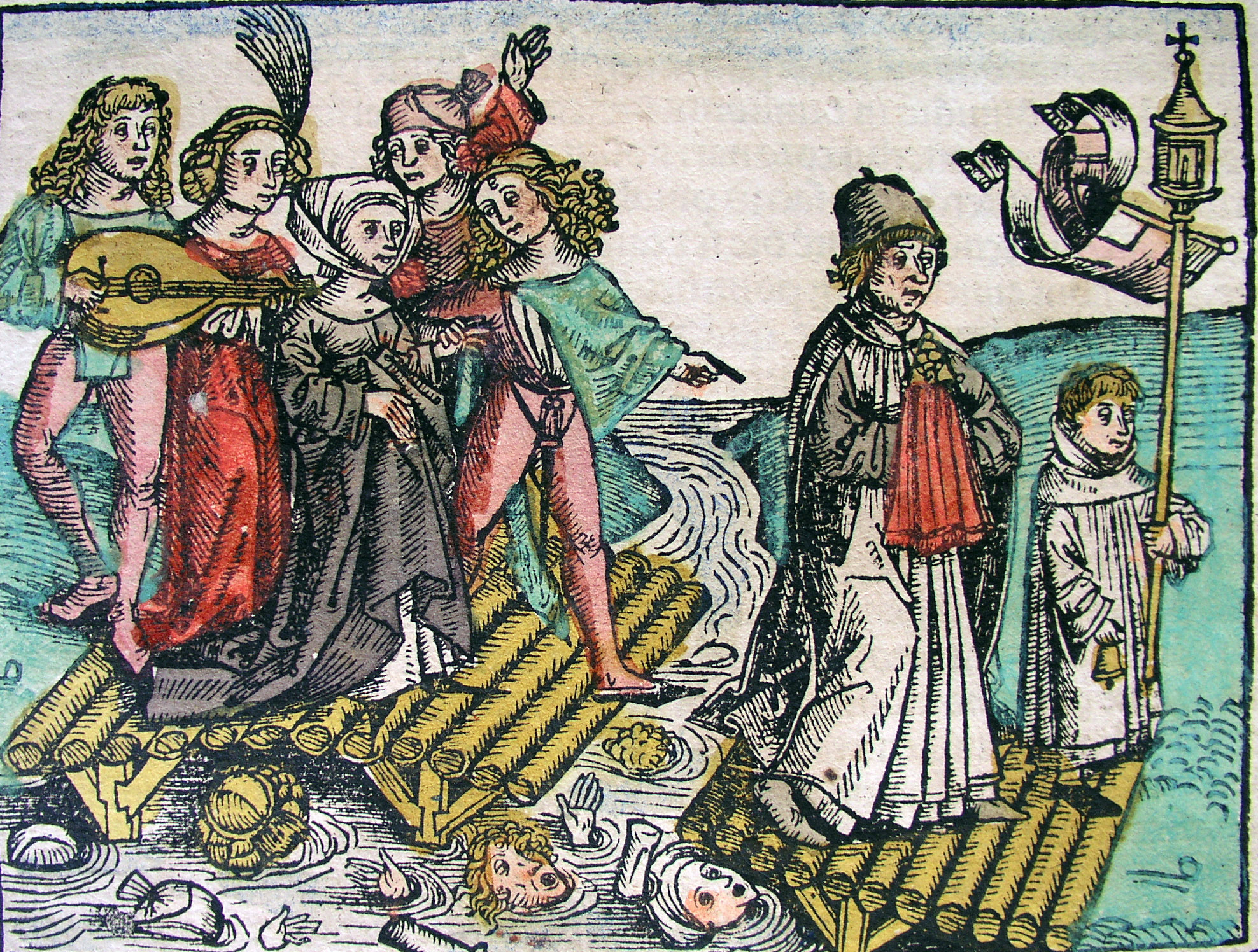
Scène de noyade, extraite de la Chronique de Nuremberg

La noyade fut utilisée comme méthode d'exécution rapide et économique pour tuer les condamnés. Le cas le plus fréquemment cité est celui des noyades de Nantes (1793-1794), ordonnées par Jean-Baptiste Carrier, pour vider les prisons des Vendéens qui s'y trouvaient. Ceux-ci étaient conduits au bord de la Loire, et, après avoir été dépouillés de leurs vêtements, étaient embarqués dans des barges que les bourreaux remorquaient avec des barques jusqu'au centre du fleuve. Là, les barges étaient coulées avec les condamnés, et les bourreaux achevaient à coup de sabre ceux qui cherchaient à nager. Carrier avait baptisé la Loire la « baignoire républicaine ».
L'armée républicaine française utilise également la noyade comme mode d'exécution au cours de l'expédition de Saint-Domingue, en 1802 et 1803. Plusieurs milliers de prisonniers noirs sont noyés au large du Cap-Français.
La noyade était également un mode d'exécution classique à Venise, où elle se pratiquait le plus souvent de nuit. Les condamnés, au préalable enfermés à l’intérieur d'un sac lesté, étaient transférés des prisons jusqu'à une embarcation qui allait les jeter à l'eau dans le Rio degli Orfani, canal où la pêche était strictement interdite.[réf. nécessaire]
Une étude cite la « noyade dans un tonneau » aux Pays-Bas du XVIe au XVIIIe siècle. Shakespeare raconte dans son Richard III que Georges Plantagenêt, duc de Clarence, frère d’Édouard IV et de Richard III, aurait  été exécuté de cette manière dans un baril de vin de Malvoisie  à la Tour de  Londres en 1478.
La noyade a été appliquée à Genève aux XVIe et XVIIe siècles, voir par exemple le cas de Bartholomé Tecia condamné pour homosexualité.

### Par l'État islamique
Le 23 juin 2015, la province de Ninive (Wilayat Ninawa) de l'État islamique publie une vidéo de sept minutes et demi dans laquelle 16 hommes accusés d'espionnage au profit de la coalition sont mis à mort, dont cinq par noyade. Enfermés dans une cage d'acier, cette dernière est soulevée du sol pour être immergée dans une piscine privée de Mossoul, où ils sont filmés en train d'agoniser par deux caméras amphibies,.
Le 26 avril 2016, la chaîne de télévision irakienne Al Sumaria (en) indique que 7 civils « accusés d'espionnage au profit des forces gouvernementales (en), des Peshmergas et des Assayech » ont été exécutés par noyade dans le centre-ville de Mossoul et que leur exécution a été filmé par l'État islamique. Le 18 août 2016, Al Sumaria indique que 14 civils ont été exécutés sur des accusations et dans des conditions identiques. À chaque fois, Al Sumaria affirme s'appuyer sur « une source, qui a demandé à rester anonyme »,.
Début octobre 2016, 58 combattants de l'État islamique (dont un ancien assistant d'Abou Bakr al-Baghdadi) qui avaient prévu de se rebeller avant la bataille de Mossoul pour faciliter la reprise de la ville par le gouvernement irakien sont exécutés par noyade.
Le 3 janvier 2017, la province de Ninive (Wilayat Ninawa) de l'État islamique publie une vidéo de 41 minutes dans laquelle deux hommes accusés d'espionnage sont mis à mort, dont un par noyade dans un aquarium.

## Histoire des secours aux noyés

### Savoir médical
Au début des Lumières, la médecine fait l'objet de scepticisme et de discrédit. L'exemple de la noyade et la crainte de l'enterrement vivant illustrent son incapacité à distinguer la vie de la mort, et dans de tels cas à sauver des vies. Dans la première moitié du XVIIIe siècle, différents travaux sur les mécanismes de la noyade sont présentés devant l'Académie royale des sciences de Paris. La plupart des médecins pensent que la mort par noyade résulte d'une ingestion d'une trop grande quantité d'eau, ou encore d'un manque ou excès d'air dans les poumons provoqué par la fermeture de l'épiglotte.
En 1740, Réaumur recense les pratiques traditionnelles de secours dans son Avis pour donner du secours à ceux que l'on croit noyés. Il ne faut pas pendre le noyé par les pieds comme on le faisait habituellement, mais le déshabiller, le réchauffer, le faire vomir et éternuer, lui faire avaler des liqueurs ou de l'urine, insuffler de l'air chaud dans la bouche, de la fumée de tabac dans les intestins, faire une saignée à la jugulaire et une bronchotomie (trachéotomie).
En 1748, le chirurgien Antoine Louis présente le résultat de ses recherches qui seront publiées en 1752 sous le titre Lettres sur la certitude des signes de la mort : où l'on rassure les citoyens de la crainte d'être enterrés vivans : avec des observations [et] des expériences sur les noyés. Il démontre que la mort par noyade résulte de la pénétration de l'eau dans les bronches.
Cette idée avait déjà été envisagée par Théophile Bonet (1620- 1689) et Giovanni Maria Lancisi (1654-1720) mais de façon spéculative. Louis prouve de façon expérimentale que tel est le cas, que ce mécanisme est le seul, et que la pénétration de l'eau dans les poumons se fait toujours avant et non après la mort. Le mécanisme de la noyade diffère complètement de celui observé dans la mort par pendaison ou asphyxie. Il devient possible de distinguer un noyé, d'une personne décédée jetée à l'eau pour simuler un suicide par noyade.
Louis confirme la valeur de la plupart des mesures proposées par Réaumur. Il rejette cependant l'ingestion d'alcool ou d'urine et la bronchotomie, en préférant insister plus particulièrement sur l'insufflation d'air chaud dans la bouche qui doit être pratiquée en maintenant fermé le nez du noyé. L'insufflation de tabac dans les intestins reste inexpliquée dans le cadre de la nouvelle théorie, mais Louis la justifie par son efficacité empirique. Il fait adapter pour l'usage de la réanimation des noyés, un soufflet intestinal de conception anglaise utilisé pour « libérer le ventre ». Le soufflet introduisant de la fumée de tabac par le rectum devient ainsi le premier appareil de réanimation.
Dans la deuxième moitié du XVIIIe siècle, les travaux sur les secours aux noyés se multiplient : comme Méthodes pour rappeler les noyés à la vie (1771) de Jacques-François de Villiers ; ou encore Instructions sur les moyens d'administrer des secours aux personnes noyées pour les rappeler à la vie (1795) de Jean-Baptiste Desgranges (1751-1831).

### Organisation des secours
La notion d'urgence apparait avec Samuel Tissot (1728-1797) qui indique l'existence, chez les noyés, d'un temps limité au-delà duquel tous les secours sont vains ; alors que pour Réaumur les mesures de secours devaient être maintenues plusieurs heures dans tous les cas. Antoine Portal (1742-1832) recommande la promptitude des secours « C'est dans le bateau même qui a repêché le noyé qu'il faut commencer les secours ». Cette mesure est contenue dans le règlement sur les noyés de la ville de Paris en 1781.
La première société de secours aux noyés apparait à Amsterdam en 1767. Ses publications sont traduites en français et en anglais dès 1768. En 1774, à Londres, se crée la Society for the Recovery of Persons Apparently Drowned, qui existe toujours au XXIe siècle sous le nom de Royal Humane Society (en).
Celle de Paris est fondée en 1772, par Philippe-Nicolas Pia (1721-1779), apothicaire et échevin de Paris, qui fait disposer sur les berges de la seine des boîtes-entrepots contenant les instruments utiles au sauvetage avec leur mode d'emploi, tout en organisant des cours de secourisme. Les résultats sont publiés régulièrement à partir de 1773 dans Les détails des succès de l'établissement que la ville de Paris a fait en faveur des personnes noyées. Dès 1773, ce système est adopté par 95 villes. L'enseignement de la natation se répand largement pour multiplier les sauveteurs.